# عزة كمال
عزة كمال (بالإنجليزية: Azza Kamal) ممثلة مصرية من مواليد 28 يناير 1952، بدأت العمل الفني وهي طفلة في برامج الأطفال في التلفزيون بالتمثيل والغناء. تخرجت من المعهد العالي للفنون المسرحية عام 1974، وكانت بداية عملها في المسرح ثم قدمها المخرج حسام الدين مصطفى في فيلم «غابة من السيقان» عام 1974، وبدأت التمثيل السينمائي، وبلغ عدد أعمالها 55 بين المسرح والتلفزيون والسينما.
تفرغت للعمل المسرحي في التسعينيات، وفي بداية الألفية الجديدة قدمت دور في فيلم «الرغبة»  عام 2002 للمخرج على بدرخان ثم اختفت واعتزلت الفن. توفت عام 2023.

## أهم أعمالها
مسرحية «علي بيه مظهر» للمخرج أحمد بدر الدين عام 1976.
مسلسل طريق الصابرين
فيلم «عندما يسقط الجسد» عام 1976 للمخرج نادر جلال، قامت بدور فاطمة.
مسلسل «ريش على مفيش» للمخرج باسيلي جريس  عام 1978.
مسرحية «معقول؟ لا معقول» للمخرج حسن عبد السلام عام 1985.
فيلم «المطارد» للمخرج سمير سيف عام 1985، قامت بدور أنسية.
مسرحية «الكدابين قوي» للمخرج حسن عبد السلام عام 1993.
مسلسل «وعاد النهار» للمخرج إبراهيم الشقنقيري عام 1988.
مسرحية «خمس نجوم» عام 1990. كان الفنان عبد المنعم إبراهيم من أبطال المسرحية وشارك في كل بروفاتها وتوفي قبل الافتتاح.

## وصلات خارجية
- عزة كمال على موقع الدهليز
- عزة كمال على موقع قاعدة بيانات الأفلام العربية
- عزة كمال
- عزة كمال
- عزة كمال